# Merveiline Tapi
Merveiline Tapi est une journaliste, spécialiste en communication et écrivaine camerounaise,.

## Biographie

### Parcours scolaire
Née le 19 janvier 1985 à Kékem, département du Haut-Nkam, région de l'Ouest au Cameroun, Merveiline Tapi entame ses études primaires et secondaires dans sa région d'origine. Elle rejoint l'Université de Douala pour étudier la communication d'entreprise de 2007 à 2009[réf. nécessaire].

### Vie d'écrivaine
À l'université, se sentant mise à l'écart par ses camarades en faculté, Merveiline Tapi développer un intérêt pour l'écriture, surtout après de longues discussions avec son amie basée en Belgique. Elle publie son premier roman intitulé Éva: tranche de vie. L'auteure y raconte l'histoire d'une relation incestueuse entre une jeune fille et son frère qu'elle ne connait pas, mais notamment le bébé qui en naîtra avant que les tourtereaux ne découvrent qui ils sont vraiment trois ans plus tard.
Merveiline Tapi poursuit dans l'aventure romanesque et écrit en janvier 2017, son second roman. Biographie d'une jeune femme trop tôt partie... Pourtant, elle y est parvenue ! est le titre de l'ouvrage qui raconte les méandres d'une jeune femme morte à la fleur de l'âge,.

### Vie de journaliste
Diplômée de communication, Merveiline Tapi entame sa vie professionnelle dans une radio de Yaoundé, Afrik2 Radio, où elle travaille de septembre 2014 à avril 2015. Elle est ensuite recrutée par la maison de production In&Out à Yaoundé. Elle y travaille comme reporter, cheffe d'édition pour le magazine télévisé Carrières, et grand reporter sur le magazine spécialisé Stratégies. Elle y reste en poste de juin 2015 à août 2020.

## Œuvres
- Merveiline Tapi, Éva: tranche de vie, l'Harmattan, coll. « Lettres camerounaises », 2014, 115 p. (ISBN 978-2-343-02704-3)
- Merveiline Tapi, illustrations de Robert Pougoue, Biographie d'une jeune femme trop tôt partie : Pourtant elle y est parvenue!, l'Harmattan, coll. « Lettres camerounaises », 2017, 138 p. (ISBN 978-2-343-11222-0)